# Thomas Danielsen

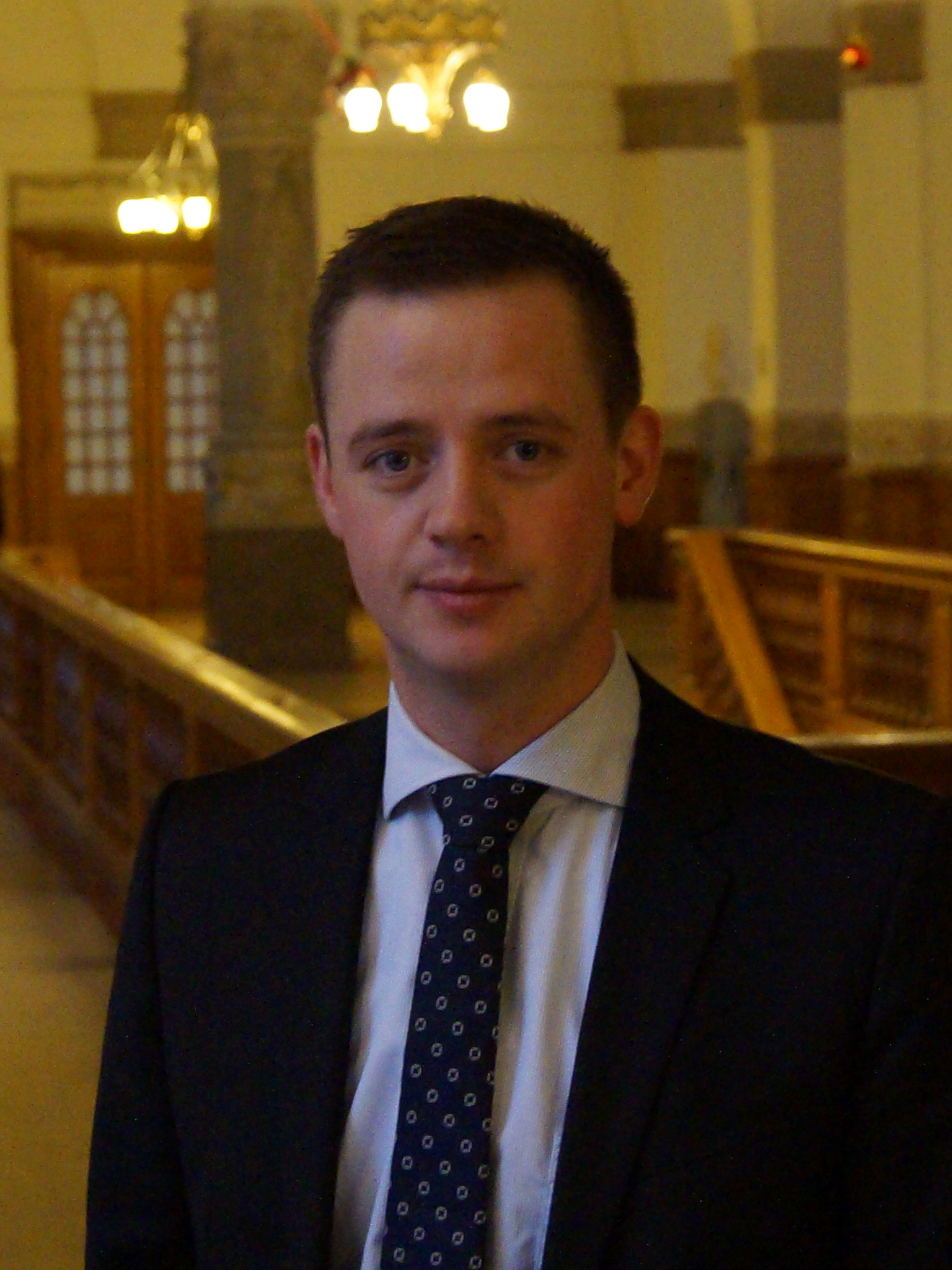
Thomas Danielsen (2012)

Thomas Danielsen (* 24. Juni 1983 in Fjerritslev) ist ein dänischer Politiker der Venstre und gegenwärtiger Transportminister im Kabinett Frederiksen II.

## Leben
2004 schloss Danielsen seine Ausbildung zum Lastwagenmechaniker bei Iveco in Holstebro ab, 2009 folgte der Abschluss der Ausbildung zum Bankratgeber. Als Bankratgeber arbeitete er im Anschluss bis 2011 für Sparekassen Holstebro bis 2011. Parallel war Danielsen in dieser Zeit zwischen 2006 und 2013 Mitglied des Stadtrates der Holstebro Kommune und diente dort als Vorsitzender des Ausschusses für Kultur und Freizeit. 2008 war er erfolgloser Venstre-Kandidat für das Folketing im Struerkreds.
2011 wurde Danielsen für Venstre im Vestjyllands Storkreds zum Folketingsabgeordneten gewählt. Dort hatte er verschiedene Sprecherposten seiner Fraktion inne: 2011 bis 2019 für Fischerei, 2012 bis 2019 für Landdistrikte und Inseln, 2015 bis 2019 für die Färöer, 2015 bis 2019 für Energie und Klima, 2020 bis 2022 für Seefahrt und 2020 bis 2022 für Jagd. Des Weiteren war Danielsen stellvertretender Vorsitzender des Ausschusses für Energie, Forschung und Klima von 2011 bis 2015 sowie von 2020 bis 2022 und Vorsitzender dieses Ausschusses von 2015 bis 2019. Zwischen 2020 und 2022 diente Danielsen als stellvertretender Vorsitzender der Ausschüsse für Finanzen und hatte 2022 den Fraktionsvorsitz von Venstre inne.
Seit dem 15. Dezember 2022 ist Danielsen dänischer Transportminister.